# کووبژک
کووبژک () (به لهستانی: Kołobrzeg) (به آلمانی: Kolberg) (به لاتین: Cholbergensis) یکی از شهرهای شمال غربی لهستان است که در ساحل جنوبی دریای بالتیک قرار گرفته‌است. جمعیت این شهر در سال ۲۰۰۰ بیش از ۵۰٬۰۰۰ نفر برآورد شده‌است.

## نگارخانه

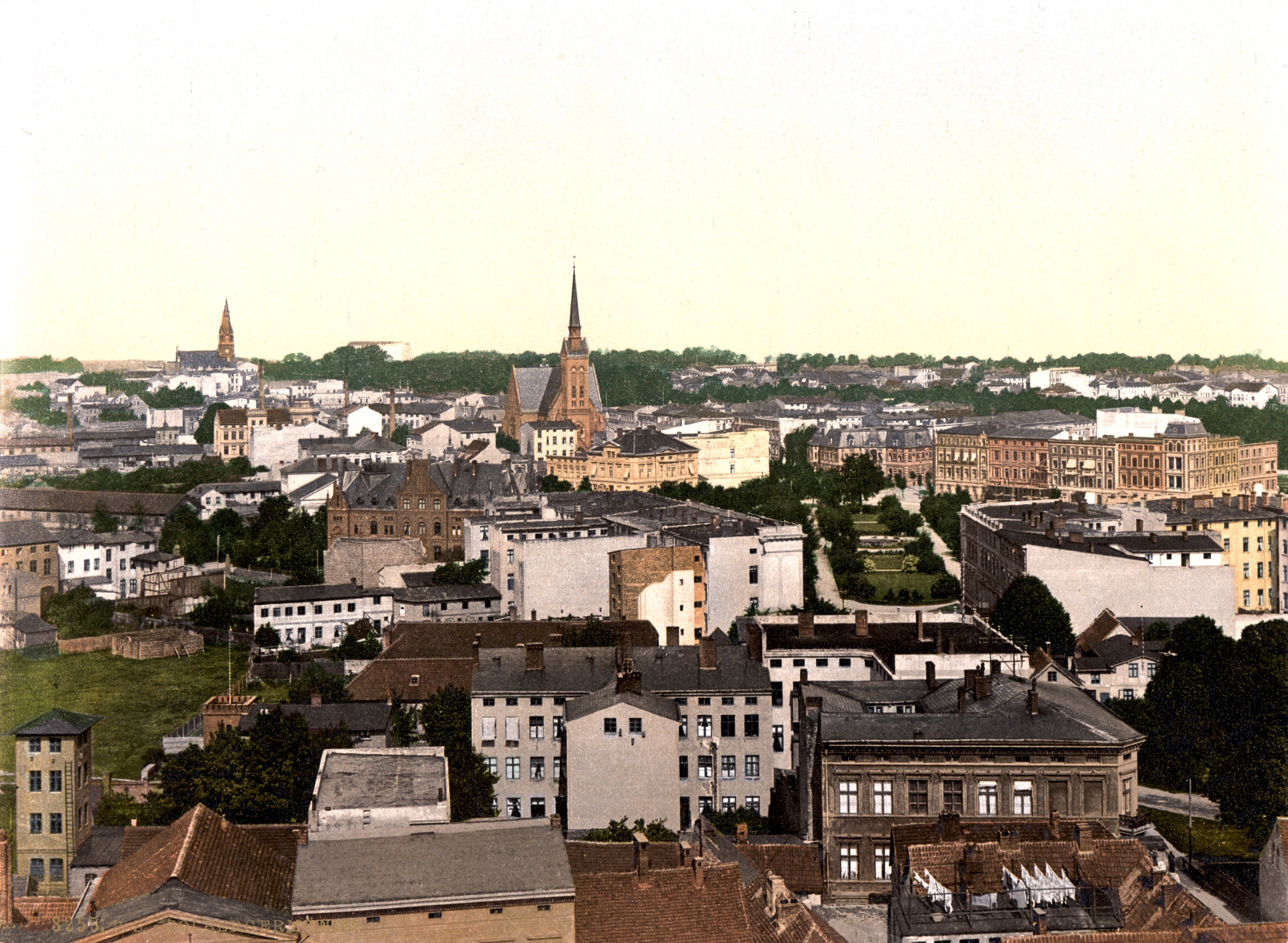
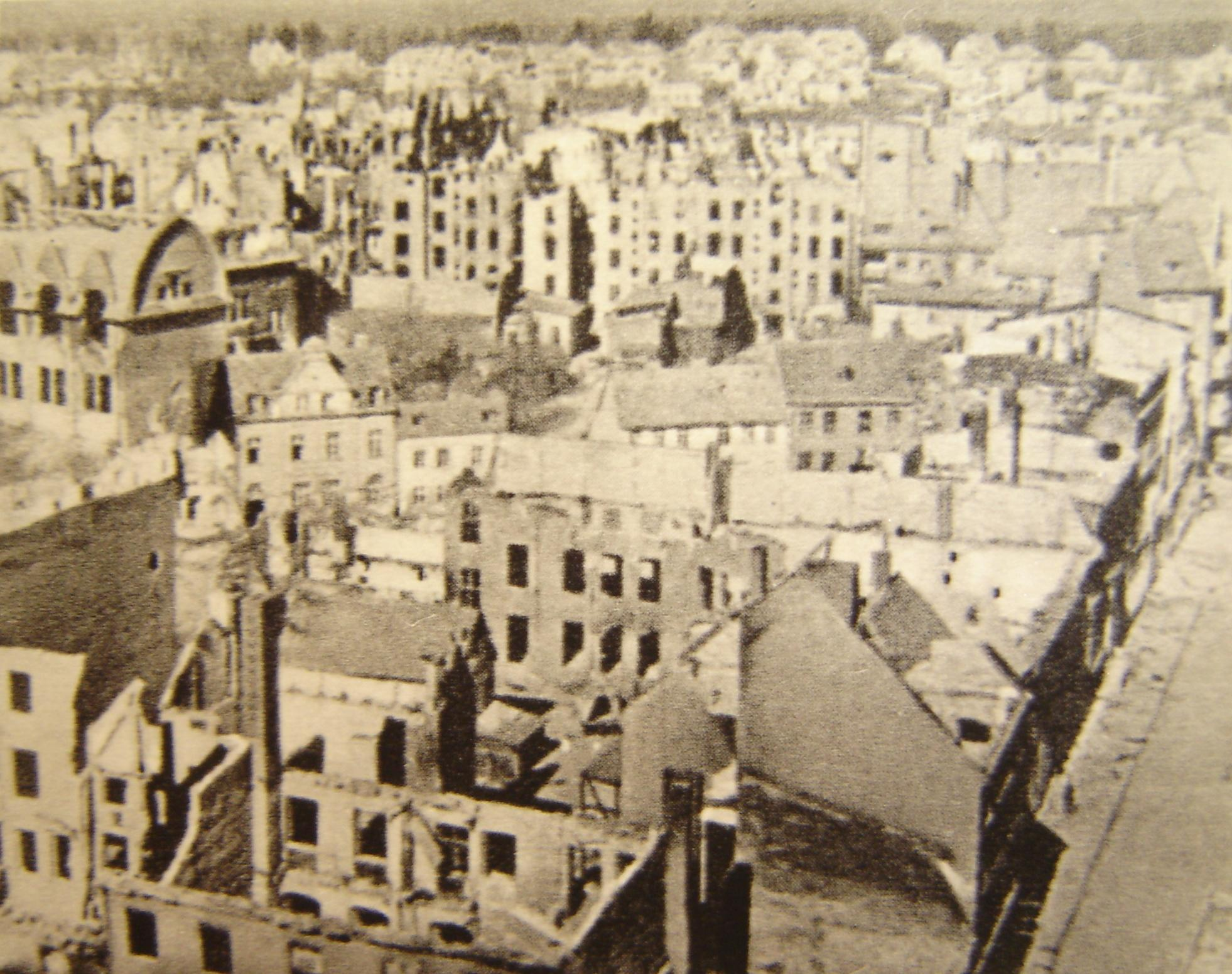
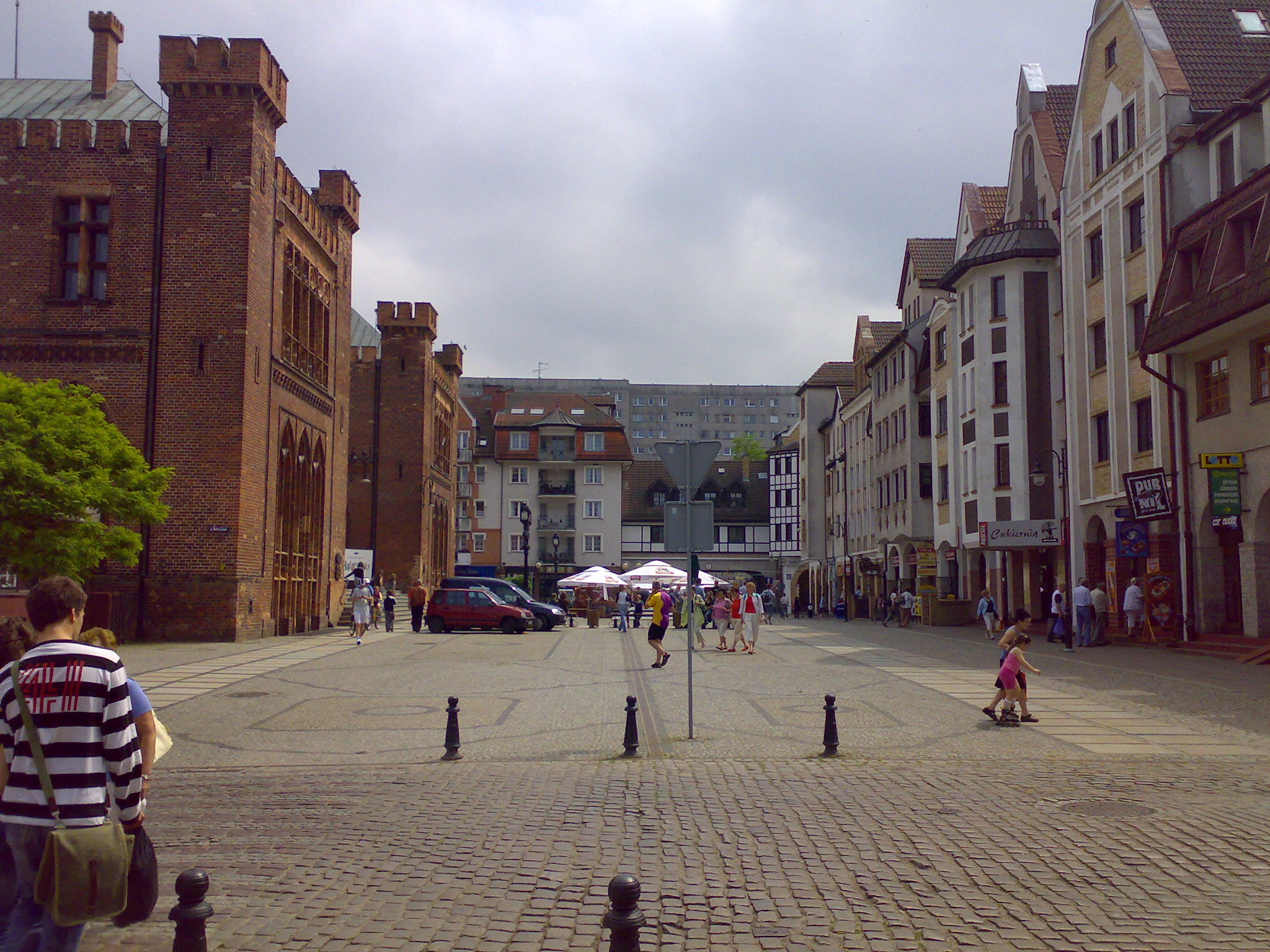